# 트리니다드깔때기귀박쥐
트리니다드깔때기귀박쥐(Natalus tumidirostris)는 깔때기귀박쥐과 깔때기귀박쥐속(Natalus)에 속하는 박쥐의 일종이다. 콜롬비아와 베네수엘라, 가이아나, 수리남, 프랑스령 기아나, 트리니다드 토바고 그리고 네덜란드령 안틸레스에서 발견된다.